# Rallye Sever 1996
Rallye Sever 1996 byla druhá soutěž šampionátu Mezinárodní mistrovství České republiky v rallye 1996. Zvítězil zde Jiří Pošík s vozem Renault Clio MAXI.

## Průběh soutěže
Tratě rychlostních zkoušek se jely dvakrát v obou směrech. Po třech testech byl v čele Vladimír Berger s vozem Nissan Pulsar GT-R. Ten ale musel po poruše motoru odstoupit. Pak převzal vedení Kučera s vozem Škoda Felicia Kit Car, ale před toho se posunul Pošík. Ten už vedení udržel do cíle. Na druhé místo se s malým rozdílem posunul Jaroslav Starý s další Felicií.

## Výsledky
1. Jiří Pošík, Jiří Janeček - Renault Clio MAXI
2. Jaroslav Starý, Miroslav Šlambora - Škoda Felicia Kit Car
3. Milan Vítek, Miroslav Hanzlík - Škoda Favorit 136 L/A Rallye
4. Josef Peták, lena Benešová - Nissan Sunny GTi
5. Otto Ludvík, Miloš Běhounek - Ford Escort RS Cosworth
6. Milan Chvojka, Vladimír Dolínek - Ford Sierra RS Cosworth
7. Petr Král, Eva Dytrychová - Ford Escort RS Cosworth
8. Eliáš Antonín, Eduard Gertner - Volkswagen Golf GTI 16V
9. Karel Trojan, Daniel Vodička - Škoda Favorit 136 L/A Rallye
10. Roman Siegel, Jiří Kafka - Nissan Sunny GTi